# هينن الحزم (القطن)

تعديل مصدري - تعديل

هينن(الحزم هي إحدى قرى عزلة القطن بمديرية القطن التابعة لمحافظة حضرموت، بلغ تعداد سكانها 1077 نسمة حسب تعداد اليمن لعام 2004.